# Ocratossina C
L'ocratossina C è un metabolita dell'ocratossina A, una micotossina prodotta da specie dei generi Aspergillus e Penicilium, quali A. ochraceus e P. viridicatum. È presente all'interno dello stomaco di ruminanti.
È altrettanto tossica dell'ocratossina A, da cui deriva per esterificazione.